# Coenotephria latifoliata
Coenotephria latifoliata là một loài bướm đêm trong họ Geometridae.